# General Lucio Blanco International Airport
General Lucio Blanco International Airport är en flygplats i Mexiko.   Den ligger i kommunen Reynosa och delstaten Tamaulipas, i den nordöstra delen av landet, 700 km norr om huvudstaden Mexico City. General Lucio Blanco International Airport ligger 42 meter över havet.
Terrängen runt General Lucio Blanco International Airport är platt. Runt General Lucio Blanco International Airport är det ganska tätbefolkat, med 62 invånare per kvadratkilometer. Närmaste större samhälle är Reynosa, 9,9 km nordväst om General Lucio Blanco International Airport. Trakten runt General Lucio Blanco International Airport består till största delen av jordbruksmark.